# Бирдстаун (Тенеси)
Бирдстаун (енгл. Byrdstown) град је у америчкој савезној држави Тенеси.

## Демографија
По попису из 2010. године број становника је 803, што је 100 (-11,1%) становника мање него 2000. године.
| Група             | 2000.       | 2010.       |
| Белци             | 881 (97,6%) | 778 (96,9%) |
| Афроамериканци    | 2 (0,2%)    | 1 (0,1%)    |
| Азијати           | 0 (0,0%)    | 0 (0,0%)    |
| Хиспаноамериканци | 5 (0,6%)    | 21 (2,6%)   |
| Укупно            | 903         | 803         |